# Fiesta (film, 1995)
Pour les articles homonymes, voir Fiesta.
Pour plus de détails, voir Fiche technique et Distribution.
Fiesta est un film français réalisé par Pierre Boutron, sorti en 1995.

## Synopsis
Nous sommes en septembre 1936. Rafael de los Cobos, fils d'un noble espagnol, quitte l'établissement catholique français (Arcachon) où il était pensionnaire depuis 4 ans, rappelé dans son pays par son père. Celui-ci, officier supérieur de l'armée franquiste, tient à ce que son fils participe à la guerre civile qui déchire l'Espagne. Il est incorporé dans l'armée franquiste comme alferez provisional. Avant de rejoindre le front dans la région de Vitoria (Pays basque espagnol), Rafaël est affecté à une unité dont la mission principale est de s'occuper des prisonniers et d'exécuter les éléments subversifs. Cette garnison est commandée par le Colonel Masagual, un ami du père de Rafael, esthète épicurien homosexuel et morphinomane. Très ancien régime, ce colonel qui vit ouvertement son homosexualité avec Casado, son aide de camp, est un personnage ambigu, mélancolique, et d'une lucidité cynique.
Afin de parfaire la formation militaire de Rafael et l'endurcir tout en l'humiliant, le colonel Masagual intègre le jeune homme dans un des trois pelotons d'exécution sous ses ordres.

## Fiche technique
- Titre : Fiesta
- Réalisation : Pierre Boutron
- Scénario : Pierre Boutron, d'après le roman de José Luis de Vilallonga
- Production : Michel Chambat
- Musique : Wim Mertens
- Photographie : Javier Aguirresarobe assisté de Octavio Espirito Santo et Joao Tiago
- Cadreur : Roger Dorieux
- Chef monteur : Jacques Witta
- Monteuse : Claire Bez
- Décors : Emile Ghigo
- Costumes : Michèle Richer
- Son : Georges Prat
- Directrice de casting : Françoise Menidrey
- 1er assistant réalisateur : Dominique Talmon
- Pays de production :  France
- Format : couleurs - 1,85:1 - Dolby Digital - 35 mm
- Genre : drame
- Durée : 108 minutes
- Date de sortie : France : 15 novembre 1995

## Distribution
- Jean-Louis Trintignant : Colonel Masagual
- Grégoire Colin : Rafael de los Cobos
- Marc Lavoine : Casado
- Laurent Terzieff : Père Armendariz
- Dayle Haddon : Cecilia Harrington-Forbes
- Jean-Philippe Écoffey : Aizpiri
- Marc Betton : Sergent Fabra
- Françoise Christophe : La douairière
- Jean-Louis Richard : Commandant Romerales
- Jean-Pierre Stewart : Moya
- Jean Davy : Le père Maurel
- Alain Doutey : Le docteur
- Jocelyn Quivrin : Jean
- Philippe Morier-Genoud : Los Cobos
- Dominique Guillo : Le chauffeur espagnol
- José Lifante : La Puente
- Eva Garcia Marciel : une jeune fille
- Berta Casals : une jeune fille
- Patricia Figon : Angela
- Jacques Plée : Léon
- Joël Barc : le surveillant
- Christian Lousteau : l'abbé
- Olivier Hémon : Hopkins
- Ignacio Duran : le jésuite
- Jaime Linares : le jeune lieutenant

## Distinctions
- Nomination au César du meilleur acteur pour Jean-Louis Trintignant en 1996.
- Prix du meilleur film, lors du Festial du film de San José 1997.

## Autour du film
- Le personnage du colonel Masagual vu par celui qui l'interprète, Jean-Louis Trintignant : « Il y a chez Masagual un côté anarchiste de droite qui bouscule les valeurs et les hiérarchies. Le personnage est loin d'être sympathique et je ne cherche pas à lui trouver des circonstances atténuantes, mais il dit quand même des choses très justes et très fortes sur la guerre d'Espagne, sur le fascisme et contre les militaires. »[3]
- Quelques répliques de Masagual :
  - « Nous vaincrons parce que nous sommes les plus cons »
  - « Curieux, tout de même ce manque d'imagination chez les gens de gauche sous toutes les latitudes. Toujours le même ordre de préséance dans l'assassinat : les prêtres, les pédérastes, les domestiques. Remarque, nous on tue les mêmes, mais dans un ordre différent. »
  - « Nous sommes des militaires, pas des soldats ! Nous nous battons pour des avancements, pour des médailles, pour parader devant les dames dans nos costumes à la con ! Les idées sont dans l'autre camp ! Chez ceux qui luttent pour une cause... Cette guerre, nous la faisons pour le plaisir... Nous la pratiquons comme un sport... »

## Filmographie
- Pierre Boutron, Fiesta. DVD 9 écran 15/9, durée 105 minutes, chapitres (sous-titré en anglais et italien). Distribution exclusive Universal Pictures Vidéo.